# Belgisch kampioenschap JKA karate cadetten heren
Het Belgisch kampioenschap JKA Karate wordt jaarlijks in België georganiseerd door de Belgian Amateur Karate Federation (BAKF). Het kampioenschap wordt gehouden in de disciplines kata en kumite. Tijdens dit kampioenschap nemen de 8 best geplaatste karateka's van het Vlaams kampioenschap JKA Karate het op tegen de 8 best geplaatste karateka's van JKA francophone de Belgique. De beste karateka die bij de eerste 4 eindigt voor zowel kata als kumite krijgt de titel van algemeen kampioen. 

## Erelijst

#### Cadetten jongens kumite
| Jaar | Plaats      | · Kampioen               | · Zilver           | · Brons             | · Brons               |
| ---- | ----------- | ------------------------ | ------------------ | ------------------- | --------------------- |
| 2024 | Eigenbrakel | Ilhan Yavuz              | Meren Vermeersch   | Amin Chakhter       | Eric Kleinheitserkamp |
| 2023 | Eigenbrakel | Stef Roobroek            | Lucas Maes         | Marius Martin       | Mauro Wille           |
| 2022 | Eigenbrakel | Lucas Maes               | Michaël Ulanov     | Rune Van Bastelaere |                       |
| 2021 | Geannuleerd |                          |                    |                     |                       |
| 2020 | Geannuleerd |                          |                    |                     |                       |
| 2019 | Eigenbrakel | Klaudijus Kristanavicius | Nasrallah Jabbour  | Angelo Marchica     | Aldiyev Chingskhan    |
| 2018 | Eigenbrakel | Seth Helskens            | Nasrallah Jabbour  | Kylian Velleman     | Ruben Redant          |
| 2017 | Eigenbrakel | Santino La Mendola       | Taha Younsi        | Louis Dangremont    | Denis Cool            |
| 2016 | Eigenbrakel | Mathis Caruso            | Nico Willems       | Tarek Bekouche      | Gérald Crisostomo     |
| 2015 | Eigenbrakel |                          |                    |                     |                       |
| 2014 | Eigenbrakel | Maxime Galet             | Maxime Poulain     | Goffrey Van Lierde  | Sander Van Der Heyden |
| 2013 | Eigenbrakel | Jaber Bakkali            | Ian Lodens         | Mathias Uzelac      | Féres Benotman        |
| 2012 | Eigenbrakel | Joris Devos              | Ayoub Rossi        | Jethro Tyroux       | Ward Van De Mosselaer |
| 2011 | Eigenbrakel | Dieter Van De Vyver      | Kenzo Moraleda     | Jethro Tyroux       | Abdelilah El Azzouzi  |
| 2010 | Kortrijk    | Joy Halsberghe           | Miguel Masciarelli | Thibault George     | Joachim Van Impe      |

#### Cadetten jongens kata
| Jaar | Plaats      | · Kampioen         | · Zilver           | · Brons               | 4de plaats         |
| ---- | ----------- | ------------------ | ------------------ | --------------------- | ------------------ |
| 2024 | Eigenbrakel | Meren Vermeersch   | Semih Delcour      | Ilyan Coppe           | Ilhan Yavuz        |
| 2023 | Eigenbrakel | Mauro Wille        | Meren Vermeersch   | Stef Roobroek         | Semih Delcour      |
| 2022 | Eigenbrakel | Matteo Rizzo       | Stef Roobroek      | Justin Doyen          | Lucas Maes         |
| 2021 | Geannuleerd |                    |                    |                       |                    |
| 2020 | Geannuleerd |                    |                    |                       |                    |
| 2019 | Eigenbrakel | Ingiskhan Aldiyev  | Angelo Marchica    | Luka Presti           | Alexs Dutranoit    |
| 2018 | Eigenbrakel | Manolis Tsoullou   | Ruben Redant       | Nasrallah Jabbour     | Samir Srihi        |
| 2017 | Eigenbrakel | Louis Serb         | Santino La Mendola | Manolis Tsoullou      | Patrique Derese    |
| 2016 | Eigenbrakel | Santino La Mendola | Philippe Buchinsky | Bruno Degrisantis     | Quinten Milleville |
| 2015 | Eigenbrakel |                    |                    |                       |                    |
| 2014 | Eigenbrakel | Yohan Raveydts     | Ryan Lodens        | Yutthana Tapsai       | Moussa Rossi       |
| 2013 | Eigenbrakel | Ian Lodens         | Frederic Offerman  | Sander Van Der Heyden | Ayoub Rossi        |
| 2012 | Eigenbrakel | Mattéo Anzialo     | Nikita Buchinsky   | Sander Van Steerthem  | Whuida Mostaert    |
| 2011 | Eigenbrakel | Mateo Anzalio      | Jason Vandyck      | Dieter Van De Vyver   | Kenzo Moraleda     |
| 2010 | Kortrijk    | Bilal Nabil        | Niels Hendrickx    | Adrien D'Amico        | Miguel Masciarelli |

### Algemeen kampioen JKA Karate
| Jaar | Plaats      | Algemeen kampioen   |
| ---- | ----------- | ------------------- |
| 2024 | Eigenbrakel | Meren Vermeersch    |
| 2023 | Eigenbrakel | Mauro Wille         |
| 2022 | Eigenbrakel | Lucas Maes          |
| 2021 | Geannuleerd |                     |
| 2020 | Geannuleerd |                     |
| 2019 | Eigenbrakel |                     |
| 2018 | Eigenbrakel |                     |
| 2017 | Eigenbrakel | Santino La Mendola  |
| 2016 | Eigenbrakel |                     |
| 2015 | Eigenbrakel |                     |
| 2014 | Eigenbrakel |                     |
| 2013 | Eigenbrakel | Ian Lodens          |
| 2012 | Eigenbrakel |                     |
| 2011 | Eigenbrakel | Dieter Van De Vyver |
| 2010 | Kortrijk    |                     |